# Arglist
Arglist bedeutet im allgemeinen Sprachgebrauch bewusste Böswilligkeit. Der in der heutigen Alltagssprache selten gebrauchte Begriff ist in verschiedenen Gesetzen Tatbestandsmerkmal, wo seine Bedeutung jedoch weiter reicht.

## Arglist im allgemeinen Sprachgebrauch
Im allgemeinen Sprachgebrauch bezeichnet Arglist eine absichtliche, boshafte Hinterlist. Sie wird oft als hinterhältige Handlung zum Nachteil Anderer verstanden. In jedem Falle erscheinen derartige Handlungen stets aus niedrigen Beweggründen motiviert und daher auch moralisch verwerflich. Baruch de Spinoza meint dementsprechend in seiner „Ethik“: „Der freie Mensch handelt niemals arglistig, sondern stets aufrichtig.“

## Arglist im deutschen Recht
Im Zivilrecht ist Arglist u. a. ein Tatbestandsmerkmal des § 123 Abs. 1 Alt. 1 BGB (siehe arglistige Täuschung), der dem bei seiner Willensbildung arglistig Getäuschten ein Anfechtungsrecht bezüglich seiner täuschungsbedingten Willenserklärung einräumt. Voraussetzung ist eine Täuschung zum Zweck der Erregung oder Aufrechterhaltung eines Irrtums (kausale Täuschung), jedoch ist weder eine Bereicherungsabsicht des Täuschenden noch eine Schädigung des Vermögens des Getäuschten erforderlich. Subjektiv erfordert die Arglist außerdem keine Absicht. Vielmehr muss der Täuschende die Unrichtigkeit seiner Angaben kennen oder auch nur für möglich halten. Ebenso liegt Arglist vor, wenn der Handelnde, obwohl er mit der Möglichkeit der Unrichtigkeit seiner Angaben rechnet, ins Blaue hinein unrichtige Behauptungen aufstellt. Folglich begründet bereits bedingter Vorsatz die tatbestandliche Arglist.
Eine grob fahrlässige Unkenntnis genügt für die Annahme der Arglist dagegen nicht.
Die Beweislast trägt beim Vorwurf der Arglist immer der Betroffene, eine Beweislastumkehr findet im Allgemeinen nicht statt. In der Literatur gilt als ein Ansatz für die Aufklärung des Falles, aus welcher Intention (Motiv) derjenige arglistig handelt, so sind die allgemeinen Verfahrensansätze auch im Bereich der Arglist anerkannt. Wenn der Betroffene also die ihm vorgeworfene Arglist nicht mit Beweisen widerlegen kann, werden auch ganz natürliche Umgebungen herangezogen, etwa wenn es der Person, der Arglist vorgeworfen wird, aus rein rechtlicher oder verfassungsrechtlicher Form im jeweils konkreten Fall gar nicht wichtig war, hier gewissermaßen das Recht arglistig zu ihrem Gunsten zu beugen.
Die Intention zum bedingt vorsätzlichen Handeln fällt also aus den naturgegebenen Tatsachen weg. Im Falle der absoluten naturgegebenen Klarheit hat der Richter das Verfahren nach § 291 und 294 ZPO zu führen. In Rechtsprechung und Literatur heißt es dazu: Guter Glaube des Handelnden, welcher auf einer zuverlässigen und offengelegten, nachprüfbaren Beurteilungsgrundlage basiert, schließt Arglist aus. Auch weitere Details der Täuschung werden meist aus dem Paket heraus begangen; wer also gutgläubig von Anfang an handelt, zielt sein weiteres Handeln in Zukunft darauf ab.
Eine Beweislastumkehr tritt in den Fällen indes nur bei Mängeln ein, also sichtbaren, unmöglich selbst entstandenen Tatsachen, derer ein Beweis leicht fällt. Dies ist für den Verbrauchsgüterkauf in § 477 BGB auch in den o. g. Fällen eingeschränkt zugelassen, so dass auch in einem solchen Fall eine zeitliche Grenze von sechs Monaten besteht. Es werden beim Vorwurf des arglistigen Verschweigens keine Voraussetzungen für eine Beweislastumkehr als gegeben angesehen, bei offensichtlichen Mängeln i. d. R. schon. Im Allgemeinen gilt also, dass die Partei die Beweislast zu tragen hat, die eine für sie günstigere Rechtsform durchsetzen möchte.
Insoweit kommt im juristischen Sprachgebrauch dem Begriff der Arglist eine deutlich weitergehende Bedeutung zu, als es im allgemeinen Verständnis der Fall ist.
Im deutschen Strafrecht verlangt etwa § 109a StGB (Wehrpflichtentziehung durch Täuschung) arglistige, auf Täuschung berechnete Machenschaften als Tatbestandsmerkmal.

## Arglist im schweizerischen Recht
Im schweizerischen Strafrecht ist Arglist ein notwendiges Tatbestandsmerkmal des Betrugs. Die Abgrenzung der strafbaren Arglistigen Täuschung von der straflosen Einfachen Lüge ist nicht einfach. Mehr dazu im Artikel über den Betrug im Schweizer Recht.